# Ràdio Reus
Ràdio Reus es una emisora de radio de Reus, España, propiedad de la Cadena SER. 
Es una de las radios más veteranas de España. Es la tercera en antigüedad en Cataluña y la primera creada fuera de Barcelona, tras Ràdio Barcelona y Radio Catalana.

## Historia
En 1923 Juan Pablo Díaz Galceran, perito industrial y mecánico electricista, junto a Francisco Balsells Sabater, pusieron en marcha una emisora de onda corta de radioaficionados en Reus, con el indicativo 7DB. El 29 de enero de 1924 ambos realizaron una demostración pública en el Teatro Bartrina.
Un año más tarde Díaz obtuvo la autorización para la instalación de una emisora de radioaficionado con el indicativo EAR-5. Las emisiones regulares de la Estación Radiodifusora de Emisoras Radio Reus se iniciaron en octubre de 1925, con una emisora de onda corta situada en el número 50 del raval de Santa Ana.
Durante la Segunda República Ràdio Reus obtuvo la licencia para emitir en onda media con el indicativo EAJ-11, que había pertenecido a la extinta Radio Vizcaya. La presentación oficial tuvo lugar el 13 de septiembre de 1931, aunque la oficialidad administrativa no llegó hasta 1933.
Tras interrumpir sus emisiones durante la Guerra Civil Española, el 15 de marzo de 1939 obtuvo la autorización para su reapertura, tomando el nombre de Radio Reus de Falange Tradicionalista y de la JONS. Debido a los problemas económicos, el 7 de julio de 1944 Radio Reus siendo director Joan Diaz, tenía una deuda importante de impuestos, los socios, Pere Marine, y el Antón Cuscó, este último cuñado del Salvador Sedó Llagostera. El Cuscó que era el propietario de la imprenta Cuscó, le comentó a El Salvador Sedó, que había una deuda de importante de impuestos a la emisora, y que si no la pagaban, el Gobierno Civil siendo gobernador Francisco Labadie, iban no tan sólo a clausurar la Emisora sino que la querían abolir definitivamente.[cita requerida]
Salvador Sedó, amigo del Alcalde Antoni Valls, le comentó como un reusense más, a título personal, esta situación de peligro por la desaparición de la Radio. Parece que el Alcalde Valls, habló con el Gobernador Labadie, éste se reunió con el Diaz y cerraron un acuerdo.
Siguiendo yendo por la calle Pl. Del Condesito por delante del edificio de la Equitativa, “todo sea dicho de paso, Salvador Sedó, que era agente de seguros de la Equitativa, y es el que gestionó que se hiciera la construcción de este edificio”, se cruzó con el Sr. Valls alcalde, de Reus, y el Judería teniente de alcalde, y le dijeron, “pase lo bien el Sr. director de Radio Reus”, Salvador Sedó no cayó en esas palabras, y al llegar a su casa, tenía un Oficio del Gobierno Civil, donde el gobernador Labadie, le nombró director de Radio Reus, cargo que aceptó.[hace falta citación]
Habiendo tomado posición de la dirección de la Radio, vio que aquello era muy dificultoso de continuar, habló entonces con Radio Barcelona, propiedad de la cadena SER, con Ramon Barbat Miracle, y convocó una reunión en el hotel de Londres de Reus, con el Sr. Pere Marine, y Antón Cuscó, en esta reunión, Ramon Barbat, de la SER, adquirió la radio, entonces Salvador Sedó era el que tenía que firmar la venta como director que era, le puso la condición de que dentro de la programación de Radio Reus, no tengas tan sólo conexiones con radio Madrid y radio Barcelona, si no que también tuviera una programación importante de carácter de ciudad, de Reus y de la comarca, el Sr. Barbat le dio la palabra de honor que así sería, y firmó la venta de Radio Reus, Barbat le dijo, yo he aceptado su condición, pero yo también pongo una condición, que usted siga cono a Director de Radio Reus, el Sr, Sedó aceptó.[hace falta citación](SER).
En 1969 se iniciaron las emisiones de Radio Reus en frecuencia modulada por el 91.1; inicialmente replicando la programación de onda media y a partir de 1979 con una programación propia centrada en los contenidos musicales, hasta que finalmente quedó integrada en la red de Los 40.
En 1993 Radio Reus dejó sus históricos estudios en el raval de Santa Anna para trasladarse a la calle del Pintor Tomàs Bergadà.

## Programación
Emite la programación generalista de la Cadena SER, con desconexiones territoriales puntuales, en lengua catalana. En este sentido el espacio más significativo es el magazín Hora Camp de Tarragona, que emite conjuntamente con SER Tarragona.